# 林厚徳
林 厚徳（はやし あつのり、1828年6月16日（文政11年5月5日） - 1890年（明治23年）3月2日）は徳島藩士、明治期の官吏、東京市区長。通称・栄次郎。妹のたかは新居水竹の後妻。位階および勲等は正五位・勲五等。

## 生涯
1848年（嘉永元年）、作事奉行となる。その後、奥小姓、地方代官、京都邸留守居役などを務めた。
明治維新後は井上高格、日比野克巳と共に尊王派に属した。その後、民部官権判事、民部権大丞、大蔵権大丞を経て、金沢県大参事・太政官五等出仕・大蔵省五等出仕・額田県権令、浜松県令などを歴任。
1883年（明治16年）に東京市京橋区長、1889年（明治22年）に同市深川区長を兼務。

## 栄典
- 1889年（明治22年）12月28日 - 勲五等瑞宝章[1]